# Alexander Semisorow
Alexander Semisorow (ur. 20 lutego 1993) – niemiecki zapaśnik walczący w stylu wolnym. Zajął ósme miejsce na mistrzostwach świata w 2019 roku. 
Piąty na mistrzostwach Europy w 2014. Wojskowy wicemistrz świata z 2017. Trzeci na ME U-23 w 2016. Wicemistrz Europy kadetów w 2010.
Mistrz Niemiec w: 2013, 2014, 2017, 2018, 2022 i 2024; drugi w 2015; trzeci w 2023 roku.